# Sam Seder

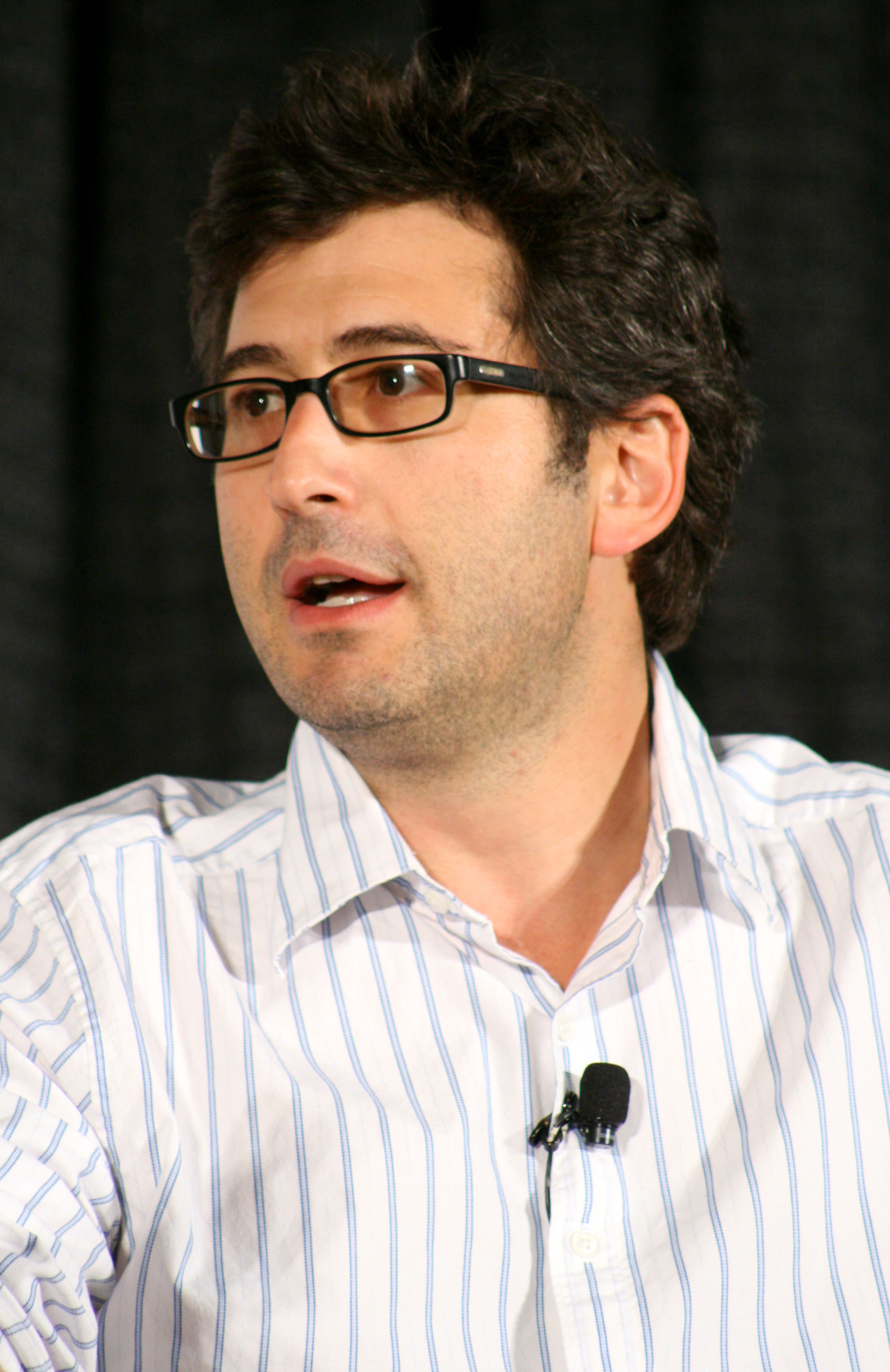
Sam Seder (2008)

Samuel Lincoln „Sam“ Seder (* 28. November 1966 in New York City) ist ein US-amerikanischer Schauspieler und Talkradio-Moderator. 

## Leben
Seder wurde 1966 in New York City als Sohn einer jüdischen Familie geboren und wuchs in Worcester, Massachusetts auf. Er war mit Nikki Seder verheiratet; zusammen haben sie zwei Kinder.

## Radio
Im März 2004 wurde Seder bei der Radioshow The Majority Report auf Air America Radio Mitgastgeber mit Janeane Garofalo. 2006 verließ Garofolo mit lobenden Worten über Seder die Show und dieser führte sie als The Sam Seder Show fort. Nach der Pleite von Air America Radio begann Seder im November 2010 den Majority Report als unabhängigen Podcast fortzuführen.

## Film und Fernsehen
Seder ist seit 1995 in Film- und Fernsehproduktionen zu sehen. Er spielte in dem Film Who's the Caboose? (1997) an der Seite von Sarah Silverman. In den Fernsehserien Beat Cops (2001) und Pilot Season (2004) spielte er auch mit. In den Serien Chaos City (1997), Sex and the City (2000), America Undercover (2005) und Maron (2015) hatte Seder Gastauftritte.

## Filmografie (Auswahl)
- 2000: Happy Accidents